# Pilar (Paraíba)
Pour les articles homonymes, voir Pilar.
Pilar est une ville brésilienne de l'est de l'État de la Paraíba.
Sa population était estimée à 11 301 habitants en 2007. La municipalité s'étend sur 101 km2.